# Konferenz der Vertreter der Regierungen der Mitgliedstaaten der Europäischen Union
In einer Konferenz der Vertreter der Regierungen der Mitgliedstaaten der Europäischen Union, kurz Regierungskonferenz genannt, werden Änderungen an den Verträgen verhandelt und vereinbart, auf deren Basis die Europäische Union beruht. Die Rechtsgrundlage für ein solches ordentliches Vertragsänderungsverfahren findet sich in Art. 48 EU-Vertrag.
Eine Regierungskonferenz wird vom Präsidenten des Europäischen Rates einberufen, wenn der Europäische Rat mit einfacher Mehrheit beschließt, eine vorgeschlagene Änderung zu prüfen. Seit dem Vertrag von Lissabon ist vorgesehen, dass der Regierungskonferenz ein Konvent, bestehend aus Vertretern der nationalen Parlamente, der Staats- und Regierungschefs der Mitgliedstaaten, des Europäischen Parlaments und der Kommission, vorgeschaltet wird, der im Konsensverfahren eine Empfehlung hinsichtlich der Vertragsänderung erarbeiten soll. Von der Einberufung eines Konvents kann mit Zustimmung des Europäischen Parlaments abgesehen werden, wenn die Einberufung eines Konvents im Hinblick auf die Geringfügigkeit der Vertragsänderungen nicht gerechtfertigt wäre.
Die eigentliche Entscheidungsbefugnis verbleibt jedoch bei der Regierungskonferenz. Anders als der Name vermuten lässt, handelt es sich bei Regierungskonferenzen zur Änderung der Verträge nicht um eine einzelne Tagung oder Besprechung (Konferenz), sondern um eine monatelange Abfolge von Gesprächen, Treffen und Verhandlungen zwischen hohen Beamten, Ministern und Regierungschefs. Sobald eine Einigung erzielt wurde, schließen die Staats- und Regierungschefs der Mitgliedstaaten im Rahmen einer Tagung des Europäischen Rates einen völkerrechtlichen Vertrag, in dem die vereinbarten Änderungen enthalten sind. Der Vertrag tritt in Kraft, nachdem er von allen Mitgliedstaaten ratifiziert worden ist.
Abgesehen von Fällen, in denen ein vereinfachtes Vertragsänderungsverfahren vorgesehen ist, sowie im Rahmen einer Erweiterung der Europäischen Union ist für alle Vertragsänderungen das ordentliche Vertragsänderungsverfahren einzuhalten.
Weiters werden auch die Richter des Gerichts der Europäischen Union sowie die Richter und Generalanwälte des Europäischen Gerichtshofs jeweils in einer Konferenz der Vertreter der Regierungen der Mitgliedstaaten der Europäischen Union ernannt, da die Richter gemäß den Art. 253 und 254 AEU-Vertrag „von der Regierungen […] im gegenseitigen Einvernehmen […] ernannt“ werden und nicht etwa vom Rat der Europäischen Union.

## Regierungskonferenz zur Vertragsänderung 2003/2004
Die Regierungskonferenz 2003/2004 wurde am 4. Oktober 2003 in Rom unter italienischem Vorsitz eröffnet und verhandelte bis zum 18. Juni 2004 über den Entwurf eines EU-Verfassungsvertrages, den der Europäische Konvent ausgearbeitet hatte. An ihr nahmen neben den Regierungen der EU-Mitgliedstaaten auch diejenigen der Staaten bei, die der EU am 1. Mai 2004 neu beitraten. Da auf dem Europäischen Rat vom Dezember 2003 keine Einigung über die Verfassung erzielt werden konnte, wurden die Verhandlungen 2004 unter dem irischen Ratsvorsitz fortgeführt.
Diese Regierungskonferenz von 2003/2004 unterschied sich insofern von anderen, als bereits der vorhergehende Konvent seine Diskussionsergebnisse veröffentlicht hatte, und darum auch die Verhandlungspapiere dieser Konferenz veröffentlicht wurden (siehe Weblinks).
Am 18. Juni 2004 wurde schließlich eine politische Einigung über den „Vertrag über eine Verfassung für Europa“ erzielt. Die Arbeiten der Regierungskonferenz wurden endgültig mit der Unterzeichnung dieser Verfassung am 29. Oktober 2004 in Rom abgeschlossen.

## Regierungskonferenz zur Vertragsänderung 2007

### Einsetzung der Regierungskonferenz
Während des Treffens des Europäischen Rates am 21./22. Juni 2007 galt als Verhandlungsziel, den Auftrag an die Regierungskonferenz einstimmig zu verabschieden. Die zwischendurch in Aussicht genommene Verabschiedung mit Mehrheitsbeschluss, im konkreten Fall ohne Zustimmung der polnischen Regierung, war durch Artikel 205 des EG-Vertrags gedeckt. Doch auch der erreichte einstimmige Beschluss über die Einsetzung der Konferenz schloss nicht aus, dass Regierungen während der Verhandlungsrunden Vorteile zu erreichen suchten, bevor sie zu der am Konferenzende notwendigen einstimmigen Beschlussfassung ihre Stimme gaben.

### Teilnehmer
An der Regierungskonferenz zur EU-Vertragsreform haben neben den Regierungsvertretern und Vertretern der EU-Kommission auch drei EU-Parlamentarier teilgenommen; dies waren der Spanier Enrique Barón Crespo (SPE-Fraktion), der Brite Andrew Duff (ALDE) sowie Elmar Brok (EVP-ED) aus Deutschland. Als die Staats- und Regierungschefs zusammentraten, war das Parlament durch seinen Präsidenten Hans-Gert Pöttering vertreten. Das EU-Parlament verabschiedete seine Stellungnahme zur RK am 11. Juli 2007 und betonte dabei seine Absicht, die Verhandlungen innerhalb der Konferenz öffentlich transparent zu machen.
Auf deutscher Seite waren die Länder durch Bundesratsvertreter aus Bayern und Rheinland-Pfalz in der RK 2007 vertreten.

### Ablauf
Nachdem der Europäische Rat sich auf dem Gipfeltreffen am 21./22. Juni 2007 über die Eckpunkte der Reform der Grundlagen der EU geeinigt hatte, wurden aufgrund dieses Mandates in einer Regierungskonferenz im zweiten Halbjahr 2007 die Details dieser Reform beraten. Die portugiesische Ratspräsidentschaft verfolgte das Ziel, das Mandat ohne inhaltliche Veränderung zu dem Vertrag zu formen.
Die Regierungskonferenz wurde beim Außenministertreffen am 23. Juli 2007 eröffnet, wo die portugiesische Ratspräsidentschaft ihren Entwurf für den Vertragstext vorlegte, der dann in der letzten Juliwoche 2007 von Rechtsexperten beraten wurde. Die Außenministerkonferenz am 7./8. September hatte den Stand der Arbeit zu bewerten.

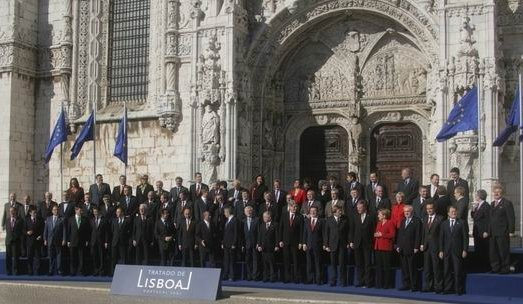
Die Unterzeichner des Vertrags

Beim EU-Gipfel in Lissabon am 18. und 19. Oktober 2007 einigten sich die Staats- und Regierungschefs auf den endgültigen Vertragstext, wobei Änderungswünsche der Vertreter von Italien und Polen berücksichtigt wurden.
Der Vertrag von Lissabon – während der Verhandlungsphase auch Reformvertrag genannt – ist am 13. Dezember 2007 in Lissabon unterzeichnet worden. Mit seinem Inkrafttreten am 1. Dezember 2009 sind die bestehenden EU-Verträge geändert worden, anstatt sie durch die im Ratifikationsprozess gescheiterte Europäische Verfassung zu ersetzen.

## Erweiterung
Im Rahmen der Beitrittsverhandlungen zwischen der Europäischen Union und offiziellen Kandidatenländern werden zwischenstaatliche Beitrittskonferenzen anberaumt. Diese dienen dem Eröffnen bzw. dem Abschluss diverser Verhandlungskapitel. Bei den Beitrittskonferenzen treffen sich die Verhandlungsdelegationen der EU (der Kommission und der Mitgliedstaaten) und des Kandidatenlandes. Sie werden vom jeweiligen Vorsitz geleitet. Jede Erweiterung der EU führt zu einer Änderung der Verträge (des Primärrechts).